# Магареро
Магареро (бл. 1820 — 7 жовтня 1890) — вождь племені гереро в 1861—1890 роках. Визнав німецький протекторат.

## Життєпис
Син Тьямуахи, вождя гереро, та головної дружини Чорозумо. Його батько був васалом Йонкера Африканера, вождя орлама. народився близько 1820 року в Очикуне поблизу Окаханджи. 1841 року разом з батьком прибув до Віндгука, де перебувала ставка Африканера. З цього часу брав участь у походах Африканера проти інших гереро. 1851 року фактично чолив свій клан. Вимушен був укласти угоду в Хочині, яким було підтверджено владу Африканера над гереро.
1861 року після смерті батька стає новим вождем гереро. підтвердив зверхність Йонкера Африканера. Але 1863 року виступив проти спадкоємця Йонкера — Хрістіана Африканера. У битві біля Очимбінгве завдав тому поразки, в якій Хрістіан загинув. Продовжив війну проти його наступника — Яна Йонкера. У червні 1864 року завдав тому поразки, захопивши Віндгук та центральну Намібію. Невдовзі відбив напад на Очимбінгв, змусивши суперника відступити на південь. 1870 року укладено угоду в Окаханджі, за якою встановлювався 10-річний мир, а африканер опинявся у підлеглому становищі відносно Магареро.
Намагався закріпити провідне становище серед гереро, для чого уклав шлюб з провідними кланами, внаслідок чого мав 60 дружин.
1880 року Африканери почали нову війну проти Магареро, завдавши біля бармену поразки. Втім вже у 1881 році біля Осони Магареро переміг спільні війська Африканера і Вітбуї.
Протягом 1884 року зазнав численних нападів нама на чолі із Хендріком Вітбуї, 1885 року прийняв німецький протекторат, підписавши угоду з Ернстом Генріхом Герінгом, рейхскомісаром Німецької Південно-Західної Африки.
Помер Магареро 1890 року, після чого його володіння було поділено між сином Самуелем та небожами.